# Dampierre-les-Bois
Dampierre-les-Bois település Franciaországban, Doubs megyében. Lakosainak száma 1565 fő (2022. január 1.). Dampierre-les-Bois Méziré, Beaucourt és Dasle községekkel határos.

## Népesség
A település népességének változása:
| Lakosok száma | 1559 | 1570 | 1510 | 1520 | 1658 | 1659 | 1635 | 1598 | 1584 | 1565 |
|               | 1968 | 1982 | 1990 | 2006 | 2013 | 2015 | 2017 | 2019 | 2020 | 2022 |